# 云南新华印刷实业总公司
云南新华印刷实业总公司，1994年6月30日由云南新华印刷厂、云南新华印刷二厂和云南新华印刷三厂合并组建而成的印刷公司，其历史可追溯到1910年成立的云南官印局，主营书刊、彩色印品等印刷，民国时期曾为富滇银行印制纸币。

## 创立背景
清咸丰年间，爆发太平天国运动，大量书籍被焚毁、删改，同时雕版印刷日趋没落，而新印刷技术日渐兴起。同治六年（1867年），江苏学政鲍源深奏请在各省设立官书局进行图书的管理、规划与出版发行，获同治帝批准。各地督抚相继开设官书局。同治末年、光绪初年，云南书局成立，不久更名“云南官书局”。该局所刊图书中最早的可能是光绪六年刻《学案初模》十四册，之后又陆续出版《滇系》《泰律》《养蒙图说》等图书。由于云南官书局仍用雕版印刷，书籍价格偏高，向其购书者很少。第二次鸦片战争后，各地洋务派开始实施新政政，光绪十年（1884年）云南机器局创立，云南开始引入近代印刷机械。戊戌变法后，全国各地兴起办报热潮。光绪二十九年（1903年），云南引进石印技术，印发日报《滇南钞报》，同年引进铅印技术，改名为“云南铅印局”。光绪三十四年（1908年），云南改设“云南官报局”，出版日报《云南政治官报》。宣统二年（1910年），云南官报局改为出版旬报《云南官报》和日报《云南日抄》:108。

## 历史沿革
宣统二年（1910年），云南官书局与云南官报局合并为“云南官印局”，局址位于昆明大东城内迎恩街报国寺。云南官印局成立之初拥有大铅印机一部和石印打样机一部，技术仍较为落后，全局有职员6人，技师8人，杂工15人，以及技工数人，主要印刷政府文件、报纸、书籍、广告等:108-109。
1911年重九起义后，云南宣布脱离清朝独立，云南官印局改隶大中华国云南军都督府军政部，称“军政部印刷局”。民国元年（1912年）改隶实业厅，恢复“云南官印局”名称，为官办企业，由都督府拨付经费。民国五年（1916年）后，云南官印局改为官督商办，开始自负盈亏。民国十二年（1923年），云南官印局改隶省公署枢要处，此时有员工148人，铅印机5架，石印机8架，切书机2架，铡眼机2架，压力机2架，当年产值约4万元。之后多次改属机构，营业日渐衰落。民国十七年（1928年）改属省府秘书处，民国十九年（1930年）改属云南省财政厅。民国二十年（1931年）改组，并更名为“云南财政厅印书局”，并购入新设备，扩充规模。民国二十四年（1935年），印书局有员工166人，拥有各类进口、国产印刷设备。民国二十七年（1938年），印书局规模达到鼎盛，有员工206人，又新增各类设备，当时该局代印9种报纸和5种期刊，并承接书籍、广告、商标等印刷业务。抗日战争期间，该局厂房在民国二十九年（1940年）和民国三十年（1941年）二次遭到侵华日军轰炸，部分设备和人员迁至昆明凤凰村天顶寺继续生产。民国三十一年（1942年），改属云南企业局，并改名“云南印刷局”。民国三十二年（1943年），该局迁回报国寺，9月在昆明市正义路设门市部，定名为“建国印书馆”。民国三十六年（1947年）改属云南人民企业公司，更名为“云南印刷厂”:109。
1949年12月9日，时任中华民国云南省主席卢汉通电全国，宣布“云南起义”，投向新成立的中华人民共和国政府。1950年5月，云南印刷厂改属云南省工业厅:109。1956年6月28日，云南印刷厂与云南人民印刷厂、省税务局印刷厂、省人民银行印刷厂合并扩建为新的云南人民印刷厂。1969年，建立云南人民印刷总厂，下设一分厂和二分厂。1973年，设立云南新华印刷厂、云南新华印刷二厂和云南新华印刷三厂。1994年6月30日，云南新华印刷厂、云南新华印刷二厂和云南新华印刷三厂合并组建为云南新华印刷实业总公司，下辖云南新华印刷一厂、云南新华印刷二厂、云南新华印刷三厂、云南新华彩印厂、云南亚泰经济发展公司、云南天元彩色制版印刷有限公司、云南新华旅行社等单位。